# Vinnen-Schoner
Als Vinnen-Schoner wird eine Serie von fünf Auxiliarseglern vom Typ eines Toppsegelschoners bezeichnet. Bei diesem Schiffstyp wurde eine besondere Form der Kombination von Rah- und Schratsegeln in der Takelung gewählt. Die Reederei F. A. Vinnen & Co. mit Sitz in Bremen ließ 1922 fünf Fünfmastgaffelschoner mit Fock- und Mittelrahtopp durch die Fried. Krupp Germaniawerft in Kiel bauen. Diese Schiffe fuhren zusätzlich je vier Rahsegel nach Art des Toppsegelschoners am Fock und am Mittelmast anstelle des Gaffeltoppsegels. Diese Art der Takelung wird auch Vinnen-Takelung genannt.

## Die Schiffe der Serie
Die Adolf Vinnen wurde als erste 1923 in Dienst gestellt. Für die Carl Vinnen wurde der Kapitän Ernst Weitendorf 1923 eingestellt und ging Anfang 1924 mit ihr auf Jungfernfahrt und endete in Bremen.
| Objekt-/ Baunummer | Name            | Ruf- zeichen | Stapellauf/ Indienststellung | spätere Namen      | Verbleib |
| ------------------ | --------------- | ------------ | ---------------------------- | ------------------ | --- |
| 422                | Carl Vinnen     | QLNT / DONZ  | 1922                         |                    | Während des Zweiten Weltkrieges lag das Schiff in Spanien und wurde 1945 an die Alliierten übergeben. Der deutsche Reeder Schliewen kaufte die Carl Vinnen von den Briten. 1952 kam das Schiff im Schlepp nach Hamburg. Weiterverkauf an schwedischen Reeder Glücksmann (Göteborg). 1953 in Bremerhaven verschrottet |
| 423                | Werner Vinnen   | QLWN / DOHL  | 1922                         |                    | Wurde zum Motorschiff umgebaut und ging am 24. Mai 1944 durch einen Minentreffer auf der Elbe verloren |
| 420                | Christel Vinnen | QLPK / DOMP  | 1922                         |                    | Das Schiff wurde in den 1930er Jahren abgetakelt und zu einem Motorschiff umgebaut. Es erhielt am 29. März 1944 in Bremen bei einem Luftangriff einen Bombentreffer und sank als Totalverlust |
| 421                | Susanne Vinnen  | QLPT         | 1922                         | Patria, Imperatore | Vor dem Zweiten Weltkrieg an Italien verkauft |
| 424                | Adolf Vinnen    | QLRG         | 1922                         |                    | 1923 auf der Jungfernfahrt durch Strandung im Englischen Kanal verloren gegangen |

## Die Vinnen-Takelung
Die Takelung der Vinnen-Schoner kann als Mischform der Takelung eines Rahschoners und eines Stagsegelschoners bezeichnet werden, in Anlehnung der Takelung der Jackassbark. Vor dem Fockmast der Vinnen-Schoner wurden im Regelfall der Außenklüver, der Klüver, der Innenklüver und das Vor-Stengestagsegel gefahren. Die Masten der Schiffe werden in der Reihenfolge vom Bug zum Heck folgendermaßen benannt:
1. Fockmast mit Fock-Stagsegel, Fockrah mit Focksegel, dem Gardinensegel, Vor-Marsrah mit Vor-Marssegel, Vor-Bramrah mit Vor-Bramsegel, Vor-Royalrah mit Vor-Royalsegel;
2. Großmast mit Groß-Stagsegel und Groß-Gaffeltoppsegel;
3. Mittelmast mit Mittel-Stagsegel, Mittelrah mit Mittelsegel, dem Gardinensegel, Mittel-Marsrah mit Mittel-Marssegel, Mittel-Bramrah mit Mittelbramsegel, Mittel-Royalrah mit Mittelroyalsegel;
4. Kreuzmast mit Kreuz-Stagsegel und Kreuz-Gaffeltoppsegel;
5. Besanmast mit Besan-Stagsegel und Besan-Gaffeltoppsegel;

Der Großmast, der Kreuzmast und der Besanmast werden als reine Schonermasten gefahren. Sie führen nur Schonerzeug, das sind je ein Gaffelsegel und ein Gaffeltoppsegel. Der Fockmast und der Mittelmast, als Schonermast mit einer kleinen Rahtakelage, fahren vier Rahen an der Stenge mit entsprechenden Toppsegeln unterschiedlicher Größe. Das an der unteren Rah geführte Segel wird auch als Gardinensegel oder gereihtes Briggsegel bezeichnet.

## Bilder

Flagge der deutschen Reederei F. A. Vinnen & Co. (gegründet 1819 in Bremen)
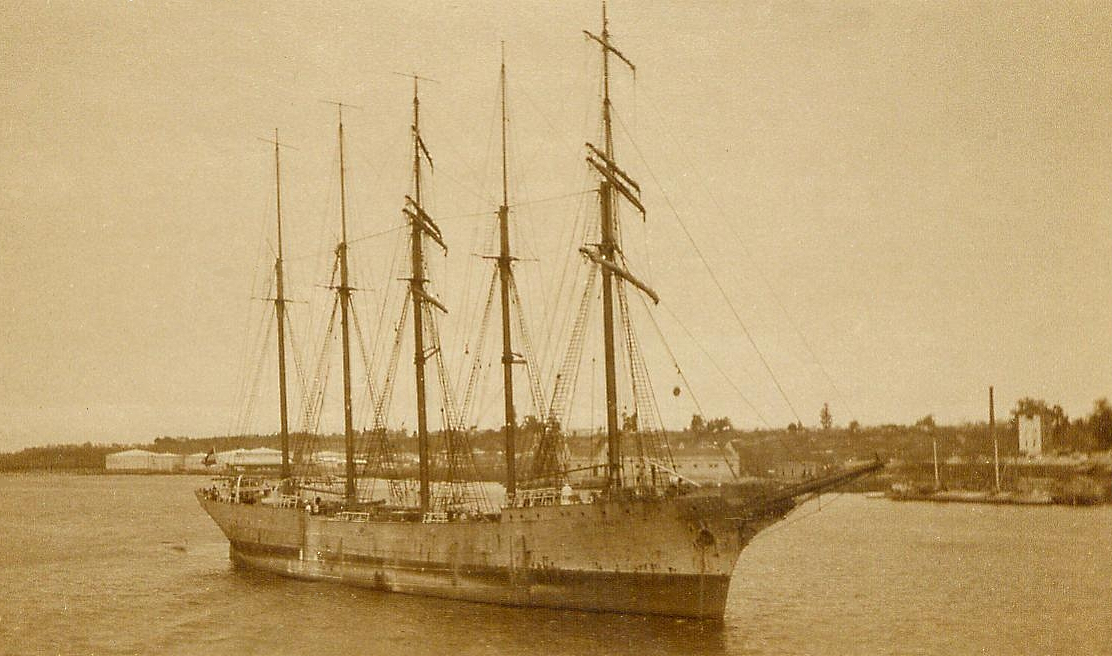
Fünfmastschoner Carl Vinnen auf dem Río de la Plata vor Anker (ca. 1930–31)
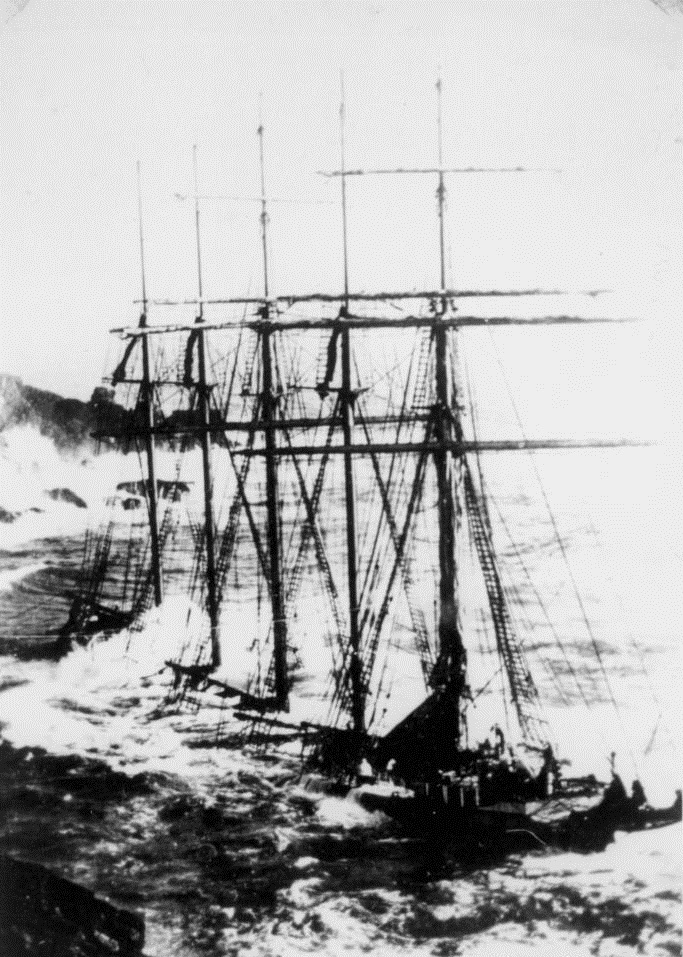
Die Adolf Vinnen kurz nach der Strandung
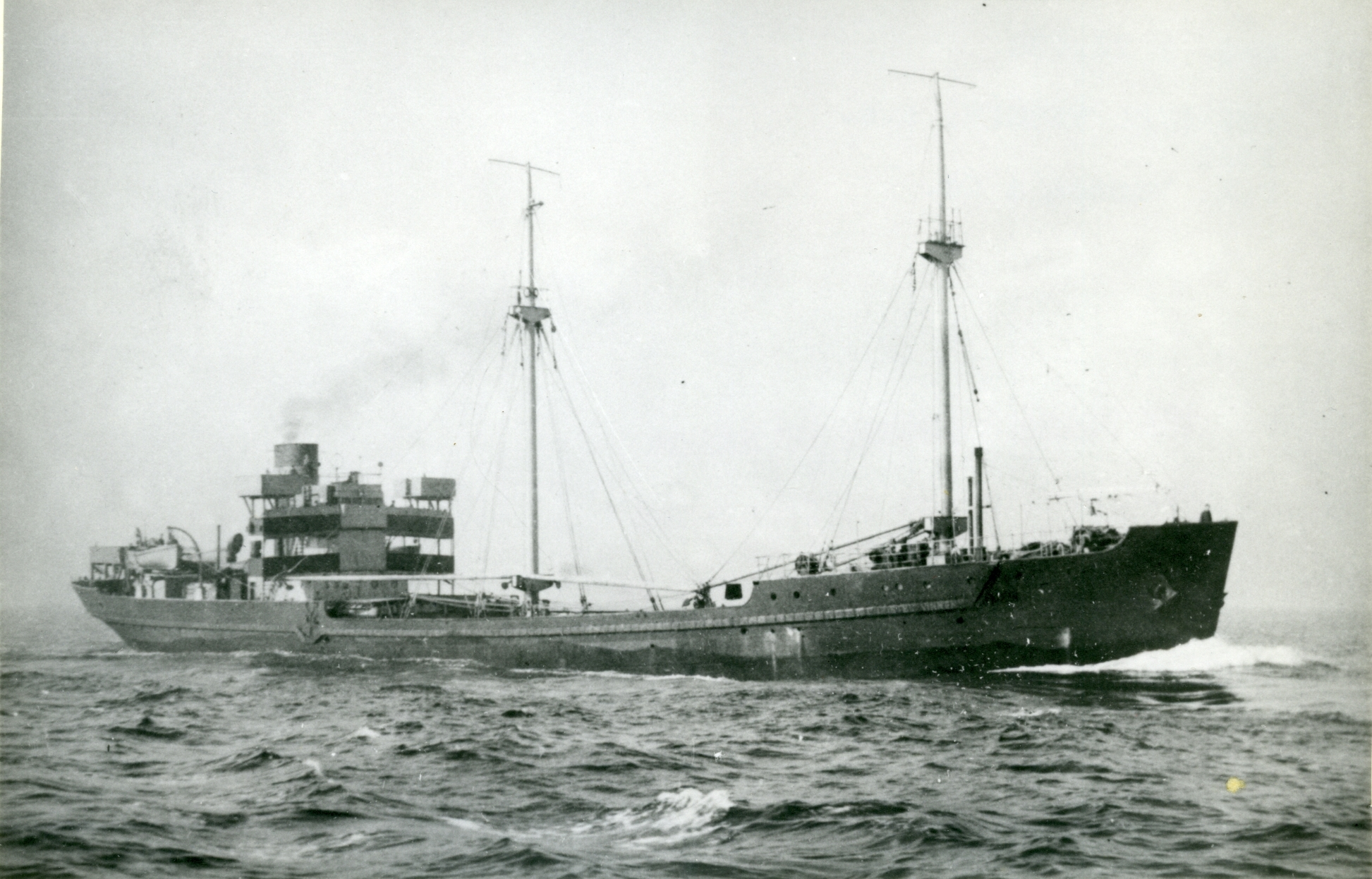
Die Christel Vinnen nach dem Umbau zum Motorschiff

Foto der Werner Vinnen, um 1924

Link zum Bild